# На трагу слободе: трговина људима у Европи (књига)
На трагу слободе: трговина људима у Европи је стручна монографија новинарке Јелене Бјелице, објављена 2005. године у издању издавачке куће Samizdat B92 из Београда.

## О аутору
Јелена Бјелица (Београд, 1977) новинар је дневника Данас и колумниста приштинског недељника Јава, дугогодишњи дописник са Косова, из Македоније и Босне и Херцеговине, сарадник бројних домаћих и страних медија. Проблематиком трговине људима бави се од 2000. године.

## О књизи
Јелена Бјелица је годинама истраживала тему трговине људима у Србији, Босни и Херцеговини, Македонији и Албанији. Захваљујући партнерима Swiss Agency for Development and Cooperration и King Baudouin Foundation омогућено јој је и даље истраживање по Централној и Западној Европи. Књига је продукт тог истраживања и она се на документован начин бави застрашујућим и упозоравајућим судбинама жена којима је трговано и које су натеране на проституцију, али и правном регулативом европских земаља и културом која затвара очи пред проблемом. Ауторка износи и податке о броју и начину пребацивања жртава, узрочно последично укршта податке о незапослености и сиромаштву, злоупотреби радника и сарадњи мафије, па чак и у случајевима косовске или српске.
Књига је настала на иницијативу Le Currier Des Balkans који су ауторки предложили да тему коју је истраживала четири године преточи у књигу. Бјелица је потом ажурирала дотад прикупљене информације и проширила истраживање на још неколико земаља. У свакој од земаља у којој је истраживање урађено (Србији, Албанији, БИХ, Македонији, Црној Гори, чешкој, Холандији, Немачкој, Швајцарској, Француској, итд.), разговарала са десетак-петнаест особа – било са оним које се баве превенцијом и борбом против трговине људима, било са директно умешаним.
Свеобухватан поглед на трговину људима је потребан да би се разумео овај проблем, био он из земаља порекла - Молдавија или Румунија, или земаља транзита - Србија, или земаља дестинације као што је Француска. Овде се истичу црне тачке које играју значајну улогу - Косово као транзитна зона али и као коначно одредиште. Присуство војних и цивилних међународних снага направило је од овог региона тржиште секса. Вредност и значај ове књиге јесте то што читаоцу објашњава како је све повезано - да се криминалне мреже од Балкана до Западне Европе развијају и из екстремног сиромаштва Источних земаља, и потребе западног тржишта.